# Claude Mélançon
Pour les articles homonymes, voir Mélançon.
 (janvier 2021).
Le contenu est difficilement compréhensible vu les erreurs de traduction, qui sont peut-être dues à l'utilisation d'un logiciel de traduction automatique.
Claude Mélançon (1895-1973) était un naturaliste canadien qui travaillait à la vulgarisation des sciences naturelles. Il est reconnu comme un pionnier québécois de la vulgarisation scientifique. Mélançon a été très prolifique en tant que naturaliste, conférencier et auteur (romancier et journaliste). Il était très actif dans de nombreux cercles intéressés par les sciences naturelles.

## Carrière
Claude Mélançon a collaboré aux travaux de plusieurs sociétés scientifiques. Il a notamment été membre de la Société canadienne d'histoire naturelle, de la Société Provancher et de la Société zoologique de Québec. Mélançon était membre de la Société royale du Canada, il est devenu président de sa section française.
Mélançon était journaliste à La Presse (1918-1923). Il travaille également comme censeur et directeur associé du Commission d'information en temps de guerre (en) (1939-1940). Il a été directeur des relations extérieures de la Compagnie des Chemins de fer nationaux du Canada jusqu'en 1956.

## Principaux travaux publiés
Ses principaux ouvrages, plusieurs fois réédités, sont intitulés :
- Par terre et par eau («Par terre et par eau»); 25 éditions publiées entre 1900 et 1956 en français ;
- Inconnus et méconnus (sur les amphibiens et reptiles) (Inconnu et incompris (sur les amphibiens et les reptiles)) ; 10 éditions publiées entre 1950 et 1996 en français ;
- Nos animaux chez eux (portant sur les mammifères) («Nos animaux à la maison (sur les mammifères)»); 29 éditions publiées entre 1934 et 1988 en français ;
- Charmants voisins (portant sur les oiseaux) (Charming Neighbours (couvrant les oiseaux)) ; 32 éditions publiées entre 1940 et 2006 en 3 langues ;
- Les poissons de nos eaux («Les poissons dans nos eaux»); 30 éditions publiées entre 1936 et 2006 en français[3].
- Légendes indiennes du Canada; 25 éditions publiées entre 1967 et 1986 en français et en anglais ;
- Percé et les oiseaux de l'Ile Bonaventure; 14 éditions publiées entre 1963 et 1974 ;
- Mon alphabet des villes du Canada ; 2 éditions publiées en 1944 en français ;
- Mon alphabet des villes du Québec ; 2 éditions publiées en 1944 en français[4].

## Récompenses principales
Mélançon a reçu un doctorat honorifique de Université de Montréal en 1955,.
En 1957, Mélançon est récipiendaire de la médaille Pierre-Chauveau, une médaille décernée depuis 1951 par la Société royale du Canada pour sa contribution exceptionnelle aux sciences humaines. Il a également reçu le Academic Palms (1930) et le Prix David du Québec (1934)[réf. nécessaire]. En 1969, il a été nommé Officier de Ordre du Canada.

## Hommage
Créée en 1988, la réserve écologique Claude-Mélançon a été nommée en reconnaissance de sa grande contribution dans la sphère publique à la vulgarisation des sciences naturelles,.
En 2005, la ville de Montréal a adopté l'appellation toponymique «Parc Claude-Mélançon» en sa mémoire. Ce parc de détente est situé rue Saint-Christophe dans l'arrondissement de Ville-Marie.
En 2012, un parc récréatif de la ville de Boucherville a été nommé en son nom en reconnaissance du travail de sa vie publique. Ce parc est situé au 1130 rue des Fauvettes.